# Іспанська мова в Іспанії

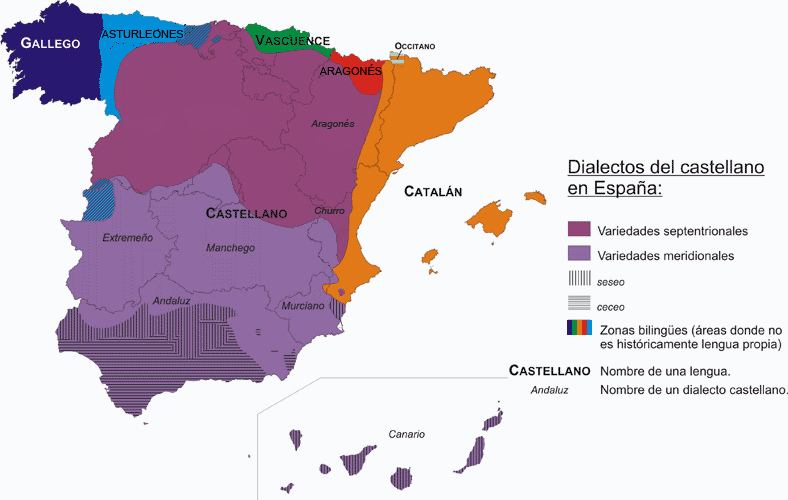
Діалекти та акценти іспанської мови в Іспанії та Андоррі

Іспанська мова (ісп. idioma español) є офіційною мовою Іспанії та найчисельнішою її мовою за кількістю мовців. Деякі іспанці і більшість латиноамериканців називають іспанську мову жителів Піренейського півострова (так званих «пенінсуларес») «кастильською» (castellano) — від середньовічного Кастильського королівства (Castilla) у центральній частині Піренейського півострова, назва якого, у свою чергу, походить від латинського Castellanus. В англомовній літературі для іспанської мови в Іспанії використовуються також позначення Spanish of Spain, European Spanish, Iberian Spanish або Spanish Spanish.
В Іспанії розташований головний регулятор іспанської мови - Королівська академія іспанської мови, яка координує роботу аналогічних академій в країнах іспаномовних в рамках Асоціації академій іспанської мови.

## Число мовців
За даними дослідження, проведеного Eurobarometer у 2006, кастильська іспанська вважають рідною мовою 89% населення Іспанії; каталонську вважають рідною 9%, галісійську - 5%, баскську - 1%; 3% (іммігранти) - інші мови (англійська, французька і т.д.).

## Діалекти
В іспанській мові в Іспанії виділяються дві основні групи діалектів - північні та південні. До північних діалектів відносяться:
- Кастильський діалект
- Ріохський діалект
- Арагонський діалект
- Чурро
- Каталанський діалект
- Галісійський діалект

До південних діалектів відносяться:
- Мадридський діалект
- Ла-Манцький діалект
- Мурсійський діалект
- Естремадурський діалект
- Андалузький діалект
- Канарський діалект

Відмінності між діалектами іспанської в Іспанії незначні, та його носії легко розуміють одне одного. Однією з найбільш відомих відмінностей є подібна вимова букв S та Z / C . Наприклад, caza («полювання») вимовляється так само, як casa («дім»). Ця особливість характерна для південних регіонів Іспанії.